# Mordellina hirayamai
Mordellina hirayamai is een keversoort uit de familie spartelkevers (Mordellidae). De wetenschappelijke naam van de soort is voor het eerst geldig gepubliceerd in 1933 door Kôno.